# Doppio standard
Il doppio standard consiste nell'applicazione di principi di giudizio diversi per situazioni simili, o nei confronti di persone diverse che si trovino nella stessa situazione. È l'antitesi del precetto kantiano dell'autonomia della legge morale, perché attinge da situazioni concrete di interesse utilitario (eteronomia) per negare la possibilità di una linea di condotta uguale dinanzi a situazioni uguali.

## Tipologia
Il doppio standard può prendere la forma di un giudizio morale che considera accettabile un determinato concetto (una norma sociale, una regola, una frase, un apprezzamento) se applicato da un gruppo di persone, mentre è considerato inaccettabile, o tabù, se applicato da un diverso gruppo. Ad esempio, il concetto di doppio standard è stato applicato a differenti strutture morali, sugli uomini rispetto alle donne e viceversa.
Quando il giudizio riguarda la sfera morale, si parla di doppia morale.
Il doppio standard può essere definito, quindi, come una sorta di bias cognitivo che determina una sospensione del giudizio, moralmente ingiusta (nei confronti di un certo gruppo), di quel principio che statuisce l'uguaglianza dei singoli nella loro sfera di libertà.

## Nel diritto
L'adozione di un doppio standard è ingiustificata se vista in rapporto a principi giuridici accolti in molti sistemi costituzionali, secondo cui tutti i soggetti sono considerati uguali di fronte alla legge. Il doppio standard infrange anche un principio di imparzialità della giustizia, secondo il quale un determinato standard di giudizio legale deve essere applicato indifferentemente a ogni sorta di persona, a prescindere da pregiudizi personali, da discriminazioni e favoritismi fondati sullo status e sull'appartenenza sociale, sul ruolo sociale ed etnico, sull'identità di genere, sulla confessione religiosa, sull'orientamento sessuale, sull'età o su altre distinzioni. Il doppio standard viola tale principio, in quanto permette che persone diverse siano giudicabili secondo standard differenti.
In campo giuridico, del resto, il pericolo della "giustizia di classe" si è storicamente riscontrato nelle legislazioni riconducibili ad ordinamenti non pluralisti. In tali fasi c'è il serio rischio di stabilire due pesi e due misure a seconda che si debba perseguire e punire le trasgressioni delle classi dominanti o delle classi subalterne (si dice che la legge è forte con i deboli e debole con i forti): così si assiste a una depenalizzazione delle violazioni a carico dei cosiddetti colletti bianchi e un inasprimento delle misure punitive per gli stessi delitti se vengono commessi da individui delle classi inferiori.

### Nel diritto internazionale
Analogamente, nelle relazioni internazionali l’invocazione di principi universalistici come linea di azione si presta all’obiezione della disparità di trattamento tra situazioni analoghe e, quindi, all’accusa che i moventi dell’azione siano assai meno nobili (ovvero maggiormente determinati dall’interesse nazionale degli Stati più potenti) di quanto si voglia far credere.
Anche l'abuso del diritto riconosciuto dai trattati, da parte di chi li vìola, può dare luogo a casi di doppio standard: è il contenuto dell'accusa rivolta dal Parlamento europeo il 15 settembre 2022, quando ha stigmatizzato "che il governo ungherese ignora il principio del primato del diritto dell'Unione sancito dalla giurisprudenza della CGUE, ma si appella alla stessa quando si tratta di presentare ricorsi contro atti europei in vigore".

## Esempi
L'applicazione di doppi standard è un caso frequentemente studiato nei comportamenti sociali.

### Percezione del rischio "accettabile"
Il sociologo Niklas Luhmann, ad esempio, rilevava la "doppiezza" di giudizio nei confronti della percezione di accettabilità del rischio: non si è disposti a correre rischi che derivino da imposizione altrui, mentre si è disposti a correre rischi elevatissimi sulla base di proprie decisioni. Ne deriva, ad esempio, che la percezione e l'accettabilità del rischio sociale sottostanno a oscillazioni così imprevedibili del giudizio, da essere praticamente sottratte a ogni valutazione condotta su basi cognitive o morali.

### Morale sessuale
Una doppiezza storicamente durevole si apprezza nei giudizi che attengono alla sfera del comportamento sessuale: il libertinismo e il permissivismo sono, in genere, accettati e giustificati, in materia sessuale, se messi in atto da maschi, mentre analoghe condotte sessuali libere sono disapprovate, in misura più o meno aspra, quando riguardano la sfera sessuale femminile. Un'analisi retrospettiva di trenta studi, pubblicati tra il 1980 e il 2002, ha mostrato come il doppio standard sia "influenzato da fattori interpersonali e situazionali (come l'età del campione, il livello di motivazione relazionale e il numero di partner sessuali), e che i doppi standard sono costruzioni locali, con differenze che emergono tra gruppi etnici e culturali.
Altro esempio legato alla sfera sessuale è la diversa percezione dell'opinione pubblica riguardo alle violenze sessuali, che spesso sono considerate meno gravi se perpetrate da donne a danno di uomini.

### Religione
Esempi di doppi parametri di giudizio nella religione sono evidenti nel manicheismo e nel marcionismo, in cui esisteva una duplicità di standard nel giudizio morale basata sulla funzione: un sistema di giudizio rigoroso, dettagliato, e inflessibile, riguardava i religiosi, uno più tollerante era applicabile ai semplici credenti laici. Si tratta, in questo caso, di una disparità di trattamento basata sul ruolo assolto dalle persone.

#### Doppia morale cattolica
Nel lessico sociologico italiano, si parla di doppia morale cattolica con riferimento al cinismo dei rapporti intrattenuti dalla gerarchia cattolica con lo Stato italiano "quando sono in gioco i suoi interessi come istituzione di potere". La sociologa Chiara Saraceno ritiene che in questo atteggiamento sia da individuare una corresponsabilità nel degrado etico e civile nel quale si dibatte l'Italia sul finire degli anni novanta del XX secolo.